# Jefferson de Oliveira Galvão
Jefferson de Oliveira Galvão (født 2. januar 1983 i São Vicente, Brasilien) er en brasiliansk fodboldspiller, der spiller Botafogo, som han har gjort siden 2009, hvor han skiftede fra Konyaspor på en fri transfer.
Han har desuden optrådt for Trabzonspor og Cruzeiro EC.